# Phoroncidia minschana
Phoroncidia minschana är en spindelart som först beskrevs av Schenkel 1936.  Phoroncidia minschana ingår i släktet Phoroncidia och familjen klotspindlar. Inga underarter finns listade i Catalogue of Life.